# Trochalus sternalis
Trochalus sternalis är en skalbaggsart som beskrevs av Moser 1916. Trochalus sternalis ingår i släktet Trochalus och familjen Melolonthidae. Inga underarter finns listade i Catalogue of Life.